# Вальковяк, Даниэла
Даниэла Вальковяк (пол. Daniela Walkowiak; в замужестве носила фамилии Пилецкая (пол. Pilecka) и Левицкая (пол. Lewicka); род. 24 мая 1935, Лонки-Велике) — польская гребчиха-байдарочница, выступала за сборную Польши во второй половине 1950-х — первой половине 1960-х годов. Участница трёх летних Олимпийских игр, серебряная призёрка Олимпийских игр в Риме, победительница многих регат национального и международного значения.

## Биография
Родилась 24 мая 1935 года в деревне Лонки-Велике Варшавского воеводства. Активно заниматься греблей начала с раннего детства, сначала проходила подготовку в Варшаве в столичном спортивном клубе «Спойня», позже переехала в Быдгощ и представляла местную «Завишу».
Первого серьёзного успеха на взрослом международном уровне добилась в сезоне 1956 года, когда попала в основной состав польской национальной сборной и благодаря череде удачных выступлений завоевала право выступить на летних Олимпийских играх в Мельбурне. Стартовала здесь в зачёте одиночных байдарок на дистанции 500 метров, сумела пробиться в финальную стадию турнира, в решающем заезде показала на финише шестой результат, отстав от победившей советской гребчихи Елизаветы Дементьевой более чем на пять секунд.
Спустя четыре года, будучи в числе лидеров гребной команды Польши, благополучно прошла квалификацию на Олимпийские игры в Риме. В байдарке-одиночке на пятистах метрах завоевала в итоге бронзовую олимпийскую медаль, уступив на финише Антонине Серединой и Терезе Ценц. Также состязалась в полукилометровой программе двухместных байдарок вместе с напарницей Яниной Мендальской и была близка к призовым позициям, заняв четвёртое место позади СССР, Германии и Венгрии.
Став бронзовым олимпийским призёром, осталась в основном составе польской национальной сборной и продолжила принимать участие в крупнейших международных регатах. В частности, в 1964 году участвовала в Олимпийских играх в Токио – в программе байдарок-одиночек заняла седьмое место, тогда как в двойках в паре с новой партнёршей Изабеллой Антонович-Шушкевич показала в финале восьмой результат. Вскоре по окончании этих соревнований приняла решение завершить карьеру спортсменки.
За свою долгую спортивную карьеру в общей сложности 34 раза становилась чемпионкой Польши в различных гребных дисциплинах, дважды была финалисткой чемпионатов мира и семь раз финалисткой чемпионатов Европы.
Приходится двоюродной бабушкой польскому каноисту Мариушу Вальковяку, участнику Олимпийских игр 1992 года в Барселоне.